# Cachan
Cachan è un comune francese di 28 078 abitanti (2006) situato nel dipartimento della Valle della Marna nella regione dell'Île-de-France. Vi ha sede l'École normale supérieure de Cachan (ENS de Cachan), una delle istituzioni francesi di alti studi universitari note con l'appellativo di "Grandes Écoles".

## Società

### Evoluzione demografica
Abitanti censiti